# Amel Riadhi Ghriss
Maillots
Le Amel Riadhi de Ghriss (en arabe : أمل رياضي غريس), plus couramment abrégé en AR Ghriss ou encore en ARG, est un club algérien de football fondé en 1935 et basé dans la ville de Ghriss, dans la wilaya de Mascara.
| \| Ghriss \| Le club est basé à Ghriss , dans la Wilaya de Mascara (a l'ouest de l'Algérie). |
| Ghriss                                                                                       |

## Histoire
Créé en 1935, le Amel Riadhi de Ghriss est l'un des plus anciens clubs d'Algérie encore en activité. Cette formation n'a jamais obtenu un quelconque titre mais a toutefois atteint les quarts de finale de la Coupe d'Algérie de football.
Après avoir évolué pendant les années 70 et 80 et jusqu'au début des années 90 en division 3, ratant à plusieurs reprises l'accession en D2 de peu, le club joue en LRF Saida Championnat D4.

## Personnalités du club

### Présidents du club
- Hichem Lagueb
- Rami Mohamed
- Boudjebha Mokhtar

### Entraîneurs du club
- Toufik Bott
- Hadj Merine
- Arar Djillali

## Parcours

### Classement en championnat par année
- 1966-67 : D6, deuxième division groupe A, ?e
- 1967-68 : D6, deuxième division groupe A, ?e
- 1968-69 : D6, deuxième division groupe A, ?e
- 1969-70 : D6, deuxième division groupe A, 12e
- 1970-72 : forfait général
- 1972-73 : D6, DW Mostaganem, ?e
- 1995-96 : D4, DH Ouest groupe C, 9e
- 1996-97 : D4, DH Ouest groupe C, ?e
- 2001-02 : D4, DH Ouest groupe B, ?e
- 2002-03 : D5, DH Ouest groupe B, 2e
- 2003-04 : D4, R2 Saida groupe B, ?e
- 2004-05 : D4, R1 Saida, 3e
- 2005-06 : D4, R1 Saida, ?e
- 2006-07 : D4, R1 Saida, ?e
- 2007-08 : D4, R1 Saida, ?e
- 2008-09 : D4, R1 Saida, ?e
- 2009-10 : D4, R1 Saida, ?e
- 2010-11 : D4, Inter-régions Centre-Ouest, ?e
- 2011-12 : D4, Inter-régions Centre-Ouest, ?e
- 2012-13 : D4, Inter-régions Centre-Ouest, ?e
- 2013-14 : D4, Inter-régions Centre-Ouest, ?e
- 2014-15 : D4, Inter-régions Centre-Ouest, ?e
- 2015-16 : D4, Inter-régions Centre-Ouest, ?e
- 2016-17 : D4, Inter-régions Centre-Ouest, ?e
- 2017-18 : D4, Inter-régions Centre-Ouest, ?e
- 2018-19 : D4, Inter-régions Centre-Ouest, ?e
- 2019-20 : D4, Inter-régions Centre-Ouest, ?e
- 2020-21 : Saison Blanche
- 2021-22 : D4, R1 Saida groupe A, ?e
- 2022-23 : D4, R1 Saida, ?e
- 2023-24 : D4, R1 Saida, ?e
- 2024-25 : D4, R1 Saida, ?e

### Parcours du ARG en coupe d'Algérie
| Saison  | Tour              | Matchs              | Résultats     |
| ------- | ----------------- | ------------------- | ------------- |
| 1966-67 | 1re T.R           | GS Djidiouia        | 2-0           |
| 1967-68 | 2e T.R            | JSM Relizane        | 5-0           |
| 1993-94 | 3e T.R            | IRB Sidi Lahcene    | -             |
| 2003-04 | 1/64 finale       | MC Saida            | -             |
| 2006-07 | 1/16 finale       | WR Bentalha         | 2-0           |
| 2007-08 | 2e T.R            | CRB Ain Ben Khellil | 1-0           |
| 2008-09 | Avant dernier T.R | JSM Tiaret          | 2-2 t.a.b 3-1 |
| 2009-10 | 1/64 finale       | JS Sig              | -             |
| 2010-11 | 1/16 finale       | NT Souf             | 1-0           |
| 2011-12 | Avant dernier TR  | WAB Tissemsilt      | -             |
| 2012-13 | Avant dernier TR  | CRB Bougtob         | 1-0           |
| 2013-14 | 2e T.R            | CRB Tircine         | -             |
| 2015-16 | 1/4 finale        | MC Alger            | 2-0           |
| 2017-18 | 1/32 finale       | CR Belouizdad       | 3-0           |
| 2018-19 | 1/16 finale       | SA Mohamadia        | 1-0           |
| 2019-20 | 1/16 finale       | MC Oran             | 3-0           |